# Teluk Pulai Raya
Teluk Pulai Raya is een bestuurslaag in het regentschap Tanjung Jabung Barat van de provincie Jambi, Indonesië. Teluk Pulai Raya telt 1814 inwoners (volkstelling 2010).